# 林启升
林启升（出生于1971年7月7日）是中国男子举重运动员，在1992年夏季奥运会男子52公斤级比赛中获得了一枚银牌。